# القاعده
القاعده (به انگلیسی: Al-Qaeda)‏ (به عربی: القاعدة)، که به صورت رسمی با عنوان «قاعدة الجهاد» نیز شناخته می‌شود، یک سازمان افراط‌گرای اسلامی از شبه‌نظامیان سنی چندملیتی است که از جهادگرایان سلفی تشکیل شده است. این شبکه در ۱۹۸۸ میلادی توسط اسامه بن لادن، عبدالله عزام، و چندین داوطلب عرب دیگر طی جنگ شوروی در افغانستان تأسیس شد.
القاعده، توسط اعضای دائم شورای امنیت سازمان ملل (شامل چین، روسیه، فرانسه، بریتانیا و آمریکا)، ناتو، اتحادیه اروپا، هند و چندین کشور دیگر به عنوان گروهی تروریستی در نظر گرفته شده است. القاعده حملاتی را علیه اهداف غیرنظامی و نظامی در کشورهای مختلف انجام داده، که شامل بمب‌گذاری ۱۹۹۸ سفارت ایالات متحده، حملات ۱۱ سپتامبر و بمب‌گذاری‌های ۲۰۰۲ بالی می‌شود.
حکومت ایالات متحده در پاسخ به حملات ۱۱ سپتامبر، به افغانستان حمله کرده و به دنبال تضعیف بن لادن و متحدانش بود. مرگ رهبران کلیدی شامل اسامه بن لادن موجب تغییر جهت عملیات القاعده از یک سازمان بالا-به-پایین و برنامه‌ریزی حملات به سمت برنامه‌ریزی حملات از طریق شبکه سستی از گروه‌های وابسته و عملگران گرگ تنها رفت. از ویژگی‌های مشخصه القاعده، سازماندهی حملاتی چون حمله انتحاری و بمب‌گذاری همزمان در چندین هدف است. رؤیای رهبران القاعده، حذف خشونت‌آمیز تمام تأثیرات و نفوذهای سکولار از کشورهای اسلامی است که در نظر آن‌ها انحرافات فاسدی اند.
اعضای القاعده معتقدند که اتحاد مسیحی-یهودی (به رهبری آمریکا) در حال توطئه‌چینی برای جنگ علیه اسلام و نابودی آن هستند. اعضای القاعده به عنوان جهادگران سلفی معتقدند که کشتن غیر رزمی‌ها از نظر مذهبی منع شده است. القاعده همچنین مخالف قوانینی است که آن را قوانین ساختهٔ بشر در نظر گرفته و به دنبال جایگزینی انحصاری آن‌ها با شکل سفت و سختی از شریعت است.
القاعده چندین حمله را بر روی مردمی انجام داده که آن‌ها را کافر در نظر می‌گیرد. همچنین این گروه مسئول تحریک خشونت فرقه‌ای میان مسلمانان است. القاعده مسلمانان لیبرال، شیعیان، صوفیان و سایر فرق اسلامی را به عنوان رافضی در نظر گرفته و اعضا و طرفدارانش بر مساجد، زیارتگاه‌ها و اجتماعات آنان حمله کرده‌اند. مثال‌هایی از حملات فرقه‌ای شامل این مواردند: بمب‌گذاری عاشورای ۲۰۰۴، بمب‌گذاری شهر صدر ۲۰۰۶، بمب‌گذاری آوریل ۲۰۰۷ بغداد و بمب‌گذاری جامعه یزیدی ۲۰۰۷.
پس از مرگ اسامه بن لادن در ۲۰۱۱ میلادی، این گروه تحت رهبری ایمن الظواهری درآمد و در ۲۰۲۱ طبق گزارش‌ها از زوال فرماندهی مرکزی بر روی عملیات منطقه‌ایش رنج می‌برد.

## تشکیلات
القاعده تنها به صورت غیر مستقیم عملیات روزانه خود را کنترل می‌نماید. فلسفه القاعده متمرکزسازی تصمیم‌سازی را ایجاب کرده، در حالی که امکان تمرکززدایی اجرائیات را نیز امکان‌پذیر ساخته است. بالاترین رهبران القاعده ایدئولوژی سازمان و استراتژی هدایت‌کننده آن را تعریف نموده و همچنین آن را در قالب پیام‌های واضح، ساده و قابل فهم درآورده اند. همزمان سازمان‌های میان-سطحی را خودمختار کرده‌اند؛ در عین حال قبل از انجام حملات و ترورهای بزرگ مقیاس ملزم به مشورت با مدیریت سطوح بالا می‌باشند. مدیریت سطح بالا شامل شورا و همچنین کمیته‌هایی در زمینه عملیات نظامی، امور مالی و اشتراک اطلاعات است. القاعده از طریق کمیته‌های اطلاعاتیش بر روی ارتباطات گروه‌هایش به‌طور خاص متمرکز شده است. با این حال رهبری القاعده بعد از جنگ با تروریسم منزوی شده است. نتیجتاً، رهبری آن غیرمتمرکز شده و این سازمان تبدیل به چندین گروه منطقه‌ای شده است.
بسیاری از متخصصان تروریسم اعتقادی به این مطلب ندارند که جهادگرایی در تمامی سطوح توسط رهبری القاعده رانده می‌شود. با این حال، بن لادن قبل از مرگش بر برخی از افراط‌گرایی‌های اسلامی سلطه ایدئولوژیک قابل توجهی داشته است. متخصصین استدلال می‌کنند که القاعده به تعدادی جنبش منطقه‌ای غیرمتجانس تکه-تکه شده و این گروه‌ها ارتباط کمی با یکدیگر دارند.
این دیدگاه انعکاس‌دهنده گزارشی است که توسط اسامه بن لادن در مصاحبه‌اش در اکتبر ۲۰۰۱ میلادی با تیسیر علونی ارائه شده:
این مسئله مربوط به هیچ شخص بخصوصی و … در مورد تشکیلات القاعده نیست. ما فرزند امت اسلامی هستیم که پیامبرش محمد و خدایمان یکیست … و تمامی معتقدین حقیقی [مؤمنین] برادرند؛ لذا وضعیت آنطوری نیست که غرب ترسیمش می‌کند، که «سازمانی» با نامی مشخص (همچون «القاعده») وجود دارد و …. این عنوان بخصوص قدمت بسیار زیادی دارد. این نام بدون هرگونه قصدی از جانب ما متولد شد. برادر ابو عبیده … پایگاهی نظامی ایجاد کرد تا مردان جوان را برای مبارزه علیه امپراطوری شوروی بدطینت، متکبر، بی‌رحم و ارعابگر تعلیم دهد؛ لذا این مکان «پایگاه» [«القاعده»] نامگذاری شد که منظور همان پایگاه آموزشی بود، اینگونه بود که این نام با مسمی شد و رشد کرد. ما از این امت جدا نیستیم. ما فرزندان یک امتیم و بخش لاینفک آنیم، زاده آن تظاهراتی که از خاور دور منتشر شد، از فیلیپین تا اندونزی، تا مالزی، تا هند، تا پاکستان تا برسد به موریتانی … و بدین ترتیب در مورد ضمیر این امت بحث می‌کنیم.
با این حال بروس هافمن القاعده را به عنوان شبکه‌ای بهم پیوسته می‌بیند که قویاً از نواحی قبیله‌ای پاکستانی رهبری می‌شود.

## نام‌گذاری و پیشینه
نام القاعده برگرفته از نام اولین پایگاه نظامی این سازمان «قاعدة الجهاد» است. البته بیشتر اعضا در ابتدا این سازمان را «جبهه بین‌المللی جهاد علیه یهودیان و صلیبیان» می‌نامیدند. در همین راستا
تشکیلات القاعده در سال ۱۹۸۸ توسط اسامه بن لادن میلیاردر عربستانی جهت مبارزه با شوروی در افغانستان تأسیس شد. القاعده از سازمان «مکتب الخدمة» که هدف آن مسلح‌کردن و آموزش مجاهدین داوطلب جنگ با شوروی بود گسترش و پیشرفت یافت. این سازمان از حمایت پاکستان و همچنین ایالات متحده آمریکا برخوردار بود.
در سال ۲۰۰۰ ایمن ظواهری چشم‌پزشک مصری سازمان جهاد اسلامی مصر را با القاعده ادغام نمود و به شخص دوم این تشکیلات تبدیل شد.

## پراکندگی فعالیت‌های شبکه القاعده در جهان
القاعده در تمام کشورهای اسلامی با جمعیت سنی مذهب هواداران یا اعضایی دارد. اما در کشورهای غیر اسلامی نیز که مسلمانان یا مسلمان تبارها و عرب تبارها زندگی می‌کنند القاعده و جهادی‌های سلفی طرفدارانی دارند. از جمله در بریتانیا و فرانسه. بیشتر اعضای القاعده از کشورهای عربی خاورمیانه و پاکستان هستند.

وضعیت کنونی یمن: بخش سفید در تصرف القاعده و متحدان داعش است.

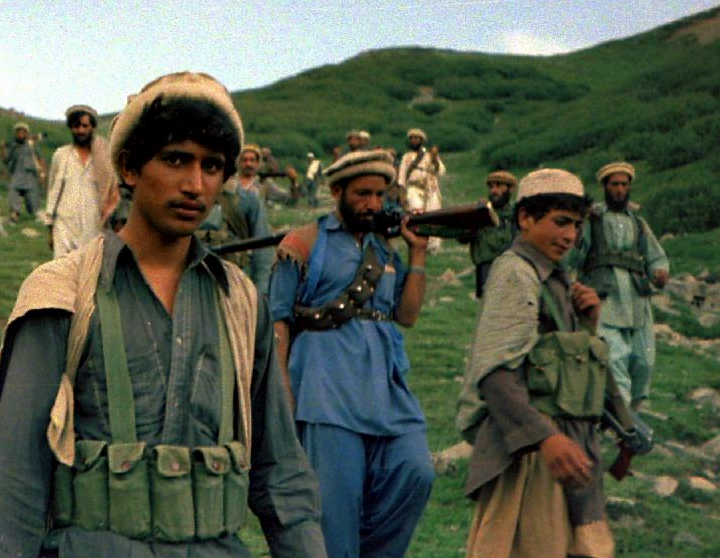
مجاهدین عرب در مرز پاکستان و افغانستان، ۱۹۸۵. جنگ افغانستان پایه تشکیل القاعده را شکل داد.

### حضور در سوریه
تا پیش از آغاز جنگ داخلی سوریه در سال ۲۰۱۱ القاعده حضور قابل ذکری در سوریه نداشت. اما با شروع این جنگ تندروها به سرعت سازماندهی یافته و به مؤثرترین نیروی جنگی در اپوزیسیون سوریه تبدیل شدند. گروه‌هایی همچون جبهه النصره و داعش جنگجویان خارجی زیادی را نیز برای جنگیدن و آموزش نیروهای خود به خدمت گرفتند. در آوریل ۲۰۱۳ امارت اسلامی عراق، اعلام کرد که با جبهه نصرت، متحد می‌شود تا یک کشور واحد موسوم به «دولت اسلامی عراق و شام» را تأسیس کنند اما جبهه نصرت و رهبری القاعده با این ادغام مخالفت کرد. پس از آن القاعده ضمن حمایت از النصره به عنوان تنها شاخه رسمی خود در سوریه با داعش وارد جنگ شد. النصره از ۲۴ مارس ۲۰۱۵ تا ۲۷ ژانویه ۲۰۱۷ با سایر گروه‌های شورشی در شمال سوریه ائتلاف کرد و گروه جیش‌الفتح را تشکیل داده‌بود و پس از آن موفقیت‌های نظامی چشمگیری را در استان ادلب کسب کرد اما جبهه نصرت در ۲۸ ژوئیه ۲۰۱۶ نام خود را به جبهه فتح شام تغییر داد و از القاعده جدا شد.

### حضور در شرق آفریقا
القاعده از مدت‌ها پیش در شرق آفریقا فعالیت داشته است. این منطقه صحنه حمله به سفارتخانه‌های آمریکا در نایروبی، کنیا، دارالسلام و تانزانیا در اوت ۱۹۹۸ بود. این حملات توسط تروریست‌های مصری، سودانی، کنیایی، تانزانیایی صورت گرفت. پیکارجویانی از عربستان سعودی و کومور نیز در این حمله دست داشتند. برخی از این تروریست‌ها در سومالی به‌طور مخفیانه آموزش دیده بودند و بعد از انجام حملات نیز به این کشور گریختند. بخش‌های روستانشین مرکزی و جنوبی سومالی توسط گروه شورشی اسلامی الشباب، کنترل می‌شود. این گروه در فوریه ۲۰۱۲ با القاعده متحد شده بود.
گفته می‌شود گروه الشباب مسئول دو فقره بمبگذاری انتحاری در کامپالا پایتخت اوگاندا بوده است. در این حملات که در ژوئیه ۲۰۱۰ رخ داد، ۷۶ نفر کشته شدند. این گروه مدعی شد که عملیات به تلافی تصمیم اوگاندا برای فرستادن نیروهای حافظ صلح به سومالی، صورت گرفت. با وجود این که گروه الشباب از سال ۲۰۱۱ از شهرهای مهم سومالی بیرون رانده شد، هنوز شماری از شهرهای کوچک‌تر و محدوده‌های وسیعی از مناطق روستایی را کنترل می‌کند.

### حضور در شمال و غرب آفریقا
بخش‌های بزرگی از نواحی بیابانی موسوم به صحرا و ساحل، محل ایده‌آلی برای زورآزمایی تروریست‌های مسلح است. ممکن است گروه القاعده در مغرب اسلامی، بیشتر از همه جا در الجزایر فعال باشد ولی فعالیت‌های این گروه در طول منطقه صحرا تا مالی و نیجر، گسترش یافته است. ریشه‌های این گروه، به جنگ داخلی الجزایر در دهه ۱۹۹۰، بازمی‌گردد. این گروه که در ابتدا گروه سلفی برای موعظه و نبرد، خوانده می‌شد، با اسامه بن لادن متحد شد و سپس نام خود را در سال ۲۰۰۷ تغییر داد. رهبر این گروه ابو مصعب عبد الودود نام دارد.
یک شاخه انشعابی این گروه به رهبری مختار بلمختار، در گروگان‌گیری در نیروگاه گاز ان امیناس، در الجزایر دست داشت. در این حمله که در ژانویه ۲۰۱۳ رخ داد ۶۹ نفر جان خود را از دست دادند.
در ماه مه ۲۰۱۳، تروریست‌های انتحاری در شمال نیجر، به یک پادگان نظامی و نیز محل یک معدن اورانیوم که توسط فرانسوی‌ها اداره می‌شد، حمله کردند.
نیروهای فرانسوی در ژانویه ۲۰۱۳ به مالی اعزام شدند تا پیکارجویان اسلامگرا را از شهرهای تیمباکتو، کیدال و گائو در شمال مالی بیرون برانند.
در نیجریه، گروهی از تروریست‌های اسلامگرا موسوم به بوکو حرام، که نفراتش نیجریه‌ای هستند، به تدریج به صورت یک گروه جهادی که بیشتر جنبه بین‌المللی دارد، در می‌آیند.
در ماه اوت ۲۰۱۳ انفجاری در جنوب بیروت و در محله‌ای شیعه‌نشین و تحت نفوذ حزب‌الله لبنان رخ داد که ۲۷ کشته بر جای گذاشته بود. همچنین یک هفته بعد دو انفجار دیگر در نزدیک دو مسجد در محلات سنی‌نشین لبنان (طرابلس) رخ داد و بیش از ۴۰ کشته بر جای گذاشت. در این رابطه شاخه شمال آفریقای القاعده گفت «به یقین می‌داند» که حزب‌الله مسئول حملات طرابلس است و گفته که «آن گروه فرومایه باید بداند که کیفر کارش را خواهد دید.» القاعده مغرب اسلامی در بیانیه خود گفت از حزب‌الله لبنان انتقام خواهد گرفت.

### حضور در اروپا
حضور القاعده در اروپا مانند سایر نقاط سازمان یافته نیست. مسئولان مبارزه با تروریسم، می‌گویند این تروریست‌ها از القاعده الهام می‌گیرند، ولی همیشه مستقیماً از آن دستور نمی‌گیرند.
گفته می‌شود عاملان بمبگذاری در ۷ ژوئیه ۲۰۰۵ در لندن که منجر به کشته شدن ۵۲ نفر شد با القاعده ارتباط داشتند. در سال ۲۰۰۶، یک توطئه مهم برای بمبگذاری در هواپیماها خنثی شد و عاملان آن یک سال بعد محکوم شدند.
در ماه آوریل ۲۰۱۱، در آلمان پلیس سه نفر را که ظن آن می‌رفت از نفرات القاعده باشند و از نظر پلیس یک خطر آنی محسوب می‌شدند، دستگیر کرد. در سپتامبر ۲۰۱۲، منابع سرویس‌های اطلاعاتی غربی اظهار داشتند که توطئه‌های گروگانگیری در انگلستان، فرانسه و آلمان را خنثی کرده‌اند.
پس از بمبگذاری در یک قطار در مادرید که موجب کشته شدن حدود ۲۰۰ نفر شد، گروهی که با القاعده ارتباط داشتند مسئولیت این بمبگذاری را به عهده گرفتند.
هسته شبکه القاعده که مسئول حملات یازدهم سپتامبر بود، در هامبورگ مستقر بود. در سال ۲۰۱۰ مسجدی در این شهر که گفته می‌شد پاتوق توطئه گران این حمله بود، بسته شد چون گفته می‌شد هنوز محل رفت‌وآمد مسلمانان افراطی است.
در ژوئیه ۲۰۱۴ یک سند رسمی که در فرانسه درز کرد، نشان می‌داد که شبکه القاعده احتمالاً درصدد منفجر کردن برج ایفل در پاریس و چندین مکان معروف دیگر در فرانسه بوده است. این سند به موزه لوور پاریس، باشگاه‌های شبانه (نایت کلاب) و نیروگاه‌های اتمی اشاره کرده بود.

### حضور در شرق آسیا و حوزه اقیانوس آرام
در این منطقه، اندونزی و فیلیپین پایگاه دو گروهی است که تصور می‌رود با القاعده ارتباط دارند.
جماعت اسلامی، که پایگاهش در اندونزی است، مسئول بمبگذاری در یک کلوپ شبانه در بالی شناخته شده است. در این حمله که در سال ۲۰۰۲ صورت گرفت، بیش از ۲۰۰ نفر کشته شدند. از دیگر حملات این گروه که به دهه ۱۹۸۰ بازمی‌گردد، حمله به مسیحیان و نیز صنعت گردشگری در شرق اندونزی است.
دولت آمریکا می‌گوید گروه ابوسیاف که در جنوب فیلیپین مستقر است، با شبکه القاعده ارتباط دارد و برای باجگیری به چندین فقره آدم‌ربایی دست زده است. هدف اصلی این گروه تأسیس یک حکومت مستقل اسلامی در جزایر میندانائو و سولو است.

### ادعای حضور در شبه‌قاره هند
ایمن الظواهری سرکرده القاعده در سپتامبر ۲۰۱۴ ادعا کرد که این شبکه در هندوستان نفوذ کرده و قوانین شرع را در کل این شبه قاره حاکم خواهد کرد. در فایل تصویری که از سرکرده القاعده روی اینترنت منتشر شد، وی گفت که حضور در هندوستان حاصل بیش از دو سال جمع‌آوری مجاهدین این شبه قاره در قالب یک هویت واحد است. سخنان سرکرده القاعده بلافاصله باعث شد تا دولت هندوستان در سه ایالت این کشور که جمعیت مسلمان دارد، حالت فوق‌العاده اعلام کند.

### حضور در افغانستان و پاکستان

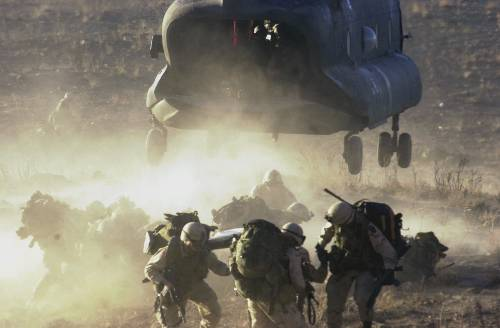
نیروهای نظامی آمریکا در افغانستان

شبکه القاعده در بدو امر در سال ۱۹۸۸ در پیشاور پاکستان تأسیس شد.
مناطق قبایلی شمال غرب این کشور که با افغانستان هم‌مرز است، همچنان خط مقدم جبهه در جنگ علیه تروریست‌های اسلامگراست.
همکاری القاعده با طالبان سبب شد که قبل از حملات یازدهم سپتامبر در آمریکا، اسامه بن لادن بتواند در افغانستان اسکان یابد.
در پی اشغال افغانستان توسط نیروهای آمریکا در سال ۲۰۰۱، اسامه بن لادن ناچار شد افغانستان را ترک کند. نیروهای آمریکایی نهایتاً در سال ۲۰۱۱ به مخفیگاه او در پاکستان رخنه کردند و او را کشتند. پس از آن ایمن الظواهری، که آخرین بار در اکتبر ۲۰۰۱ در افغانستان دیده شده بود، به عنوان سرکردهٔ جدید القاعده معرفی شد.
در این میان آمریکا همچنان به حمله با هواپیماهای بدون سرنشین به نواحی مرزی شمال غرب پاکستان که با افغانستان هم‌مرز است، ادامه می‌دهد. این حملات علیه کسانی است که شک آن می‌رود از رؤسای القاعده باشند و غالباً با تأیید شخص رئیس‌جمهوری آمریکا صورت می‌گیرد.
گفته می‌شود متحدان القاعده در پاکستان از جمله لشکر جنگوی و لشکر طیبه، به مخفی شدن تروریست‌های رده بالای القاعده کمک کرده‌اند.
حافظ محمد سعید، سرکرده لشکر طیبه به اسامه بن لادن در تأسیس شبکه القاعده در سال ۱۹۸۸، کمک کرده بود. گروه تحت رهبری او عامل حملات به بمبئی در سال ۲۰۰۸ بود که منجر به کشته شدن ۱۷۴ نفر شد.
شبکه حقانی و سایر گروه‌های تروریستی طالبان پاکستانی و جنبش اسلامی ازبکستان نیز از متحدان القاعده هستند. این شبکه مانند القاعده پس از اشغال افغانستان توسط آمریکا به نواحی مرزی شمال غرب پاکستان نقل مکان کرد.

### حضور در یمن
تاریخ دقیق شکل‌گیری القاعده در یمن دقیقاً مشخص نیست. اما پایه شکل‌گیری القاعده در یمن را می‌توان در ملحق شدن گروه‌های تروریست یمنی با القاعده عربستان دانست.
در ۱۲ اکتبر ۲۰۰۰ در حمله‌ای انتحاری توسط یک قایق به ناو جنگی آمریکا در بندر شهر عدن، ناو جنگی مدل USS Cole DDG-۶۷ نابود شد و ۱۷ نظامی آمریکایی نیز کشته شدند.
القاعده در یمن، در ژانویه ۲۰۰۹ تشکیل شد. شاخه القاعده مستقر در یمن، در ژانویه سال ۲۰۰۹ و در پی ادغام دو شبکه منطقه‌ای تروریست‌هایی که وابسته به شبکه بین‌المللی حوثی در یمن و ایران بودند، ایجاد شد.
این گروه که هدفش سرنگون کردن رژیم پادشاهی عربستان سعودی و دولت یمن و تأسیس خلافت اسلامی است، سوگند خورده که به تأسیسات نفتی، خارجیان و نیروهای امنیتی همچنان حمله کند. در سال ۲۰۰۹ و در حین درگیری‌های یمن کشورهای غربی و عربستان سعودی اعلام کرده‌اند که به دلیل درگیری ارتش یمن با شیعیان انقلابی این کشور در شمال و سعودی‌های جدایی طلب در جنوب، القاعده می‌تواند با سوء استفاده از این وضعیت دامنهٔ عملیات خود را در یمن گسترش دهد.
در ۲۱ دسامبر ۲۰۰۹ تروریست‌های القاعده در جریان یک تجمع ضدحکومتی در جنوب یمن به اهالی منطقه گفتند که آنان نه علیه ارتش یمن؛ که علیه آمریکا در جنگ هستند.
در عملیات هفتهٔ سوم دسامبر که در استان ابیان انجام شد، ۳۰ تن از تروریست‌های القاعده کشته شدند. این عملیات قربانیان غیرنظامی نیز به همراه داشت. بنابر گفتهٔ منابع سیاسی و عشیره‌ای، ۴۹ نفر از جمله ۱۷ زن و کودک در این حمله جان باختند و در ۲۴ دسامبر ۲۰۰۹ ۳۴ تن از افراد مظنون به عضویت در شبکهٔ القاعده از جمله چند مسئول آن، در حملهٔ نیروی هوایی یمن در منطقهٔ شبوا، واقع در ۶۵۰ کیلومتری شرق صنعا، کشته شدند. چند سعودی و چند ایرانی نیز در میان کشته‌شدگان بودند. گفته می‌شود شرکت‌کنندگان در این نشست دربارهٔ انجام سوءقصدهایی علیه تأسیسات صنعتی یمن، در واکنش به حملات ارتش در ۱۷ دسامبر، رایزنی می‌کرده‌اند.

### حضور در عراق
پس از پایان ناموفق جنگ عراق برای آمریکا و متحدانش، القاعده عراق تصمیم گرفت بنابر ادعای خود، پرچم مبارزه با متجاوزان را برافرازد و صلیبیون را از بلاد مسلمین بیرون راند. در مدت سال‌های پس از جنگ عراق، این گروه اقدام به حملات تروریستی متعددی علیه مردم عراق و نیروهای امنیتی عراق و نظامیان خارجی کرده که تلفات سنگینی به بارآورده است. این حملات بیشتر از اینکه نیروهای آمریکایی را مورد هدف قرار دهند، نیروهای عراقی و همچنین غیر نظامیان و مردم این کشور را به کام مرگ فرستاده است. از دیدگاه القاعده، هرکسی با دولت فعلی عراق یا نیروهای خارجی همکاری داشته باشد خائن است و مستحق مرگ. هدف نهایی القاعده در عراق، تأسیس امارت اسلامی در عراق به عنوان یکی از بلاد مسلمین است. آنچه این گروه تروریستی از آرمان‌های خود بیان کرده‌اند را بسیار می‌توان مانند برنامه‌های سیاسی طالبان در افغانستان دانست.

## ایدئولوژی

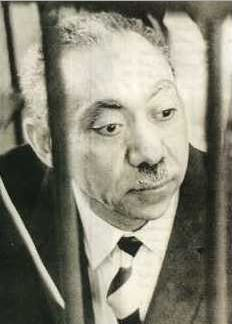
سید قطب، اسلام‌گرای مصری الهام‌بخش القاعده

این جنبش اسلام‌گرایی رادیکال طی احیای اسلامی و ظهور جنبش اسلام‌گرای انقلاب ایران (۱۹۷۸–۱۹۷۹) توسعه یافت.
برخی استدلال کرده‌اند که نوشتجات اسلامی مؤلف و متفکر سید قطب، الهام‌بخش سازمان القاعده بوده است. قطب در دهه ۱۹۵۰ و ۱۹۶۰ میلادی چنین وعظ می‌کرد که به دلیل عدم وجود قانون شریعة، جهان اسلام دیگر اسلامی نبوده و به دوران جاهلیت پیش از اسلام بازگشته است. قطب استدلال می‌کرد که برای بازیابی اسلام، نیاز به پیشقراولی مسلمانان جهت برقراری «حکومت اسلامی حقیقی» است که شریعت را اجرا کرده و جهان اسلام از هرگونه اثرات غیر مسلمانان رها گردد. در دیدگاه قطب، دشمنان اسلام شامل «یهودیان جهان» است که «طرح توطئه‌هایی را ریخته‌اند» تا بدین طریق با اسلام دشمنی ورزند.
به بیان محمد جمال خلیفه، از دوستان کالجی نزدیک بن لادن:
اسلام از هر دین دیگری متفاوت است؛ این دین، طریقی برای حیات است. ما [خلیفه و بن لادن] سعی می‌کردیم تا بفهمیم چه حرفی در مورد نوع غذا خوردن، ازدواج و نحوه گفتار ما دارد. ما در مورد سید قطب خواندیم. او کسی بود که بر نسل ما بسیار اثرگذار بود.
همچنین قطب بر ایمن الظواهری اثرگذار بود. عموی ظواهری و ریش سفید خانواده مادری، «محفوظ اعظم»، دانشجوی قطب، تحت الحمایة، وکیل خصوصی و مدیر ماترک او بود. اعظم یکی از آخرین افرادی بوده که قطب را قبل از اعدامش زنده دید. ظواهری در اثرش با عنوان «شوالیه‌های تحت بیرق پیامبر» از او تجلیل کرد.
قطب می‌گفت که بسیاری از مسلمانان، مسلمانان حقیقی نیستند. او استدلال می‌کرد که برخی از مسلمانان مرتدند. چنین اتهامات ارتداد شامل رهبران کشورهای مسلمان نیز می‌شد، چرا که از دید او آنها نتوانسته بودند قانون شریعت را اعمال نمایند.

## اخاذی
اخاذی از کشورهای اروپایی برای القاعده به تجارتی پرسود تبدیل شده است. القاعده با ربودن شهروندان اروپایی هربار مبالغ هنگفتی برای آزادی‌شان درخواست می‌کند. این مبلغ در ۶ سال منتهی به سال ۲۰۱۴ میلادی، ۱۲۵ میلیون دلار بوده است. تنها در سال ۲۰۱۳ میلادی القاعده و گروه‌های هم‌کیش با آن ۶۶ میلیون دلار اخاذی کرده‌اند که بیشتر آن از کشورهای اتحادیه اروپا بوده است، به ویژه شاخه القاعده در آفریقا از این بابت سودهای کلان برده است. به گزارش نیویورک تایمز کشورهای اروپایی برای برملا نشدن باج دهی‌شان به القاعده، این پول‌ها را تحت عنوان «کمک به توسعه» پرداخت کرده‌اند. القاعده با کشورهای اتحادیه اروپا مانند یک گروگان برخورد می‌کند؛ گروگانی که مجبور است برای آزاد کردن شهروندان خود از چنگ این گروه مبالغی میلیونی بپردازد و با همین پول‌ها ناخواسته به قدرت گرفتن هرچه بیشتر القاعده یاری رسانده است.

## حملات تروریستی

### بمب‌گذاری برج‌های خبر
در ۲۵ ژوئن سال ۱۹۹۶ میلادی بر اثر انفجار یک کامیون بمب‌گذاری‌شده در پایگاه نیروهای آمریکایی در شهر خُبَر عربستان، ۱۹ سرباز آمریکایی کشته و حدود ۴۰۰ تن زخمی شدند. در ابتدا اف‌بی‌آی ایران را مسئول این بمب‌گذاری دانست؛ امّا ویلیام پری، وزیر دفاع آمریکا در زمان بیل کلینتون، در سال ۲۰۰۷ اعلام کرد به این نتیجه رسیده‌اند که بمب‌گذاری کار القاعده بوده و نه ایران.

### حمله به ناو یواس‌اس کول
انفجار یواس‌اس کول حمله‌ای تروریستی علیه کشتی تخریبگر یواس‌اس کول نیروی دریایی ایالات متحده آمریکا در ۱۲ اکتبر ۲۰۰۰ بود، که در حالی انجام شد که این کشتی در لنگرگاه عدن یمن مشغول سوخت‌گیری بود. در مرگبارترین حمله علیه یک کشتی نیروی دریایی آمریکا از زمان رویداد یواس‌اس استارک در ۱۹۸۷، ۱۷ ملوان آمریکایی کشته و ۳۹ نفر زخمی شدند.
سازمان القاعده مسئولیت این حمله را برعهده گرفت.

### حملات ۱۱ سپتامبر

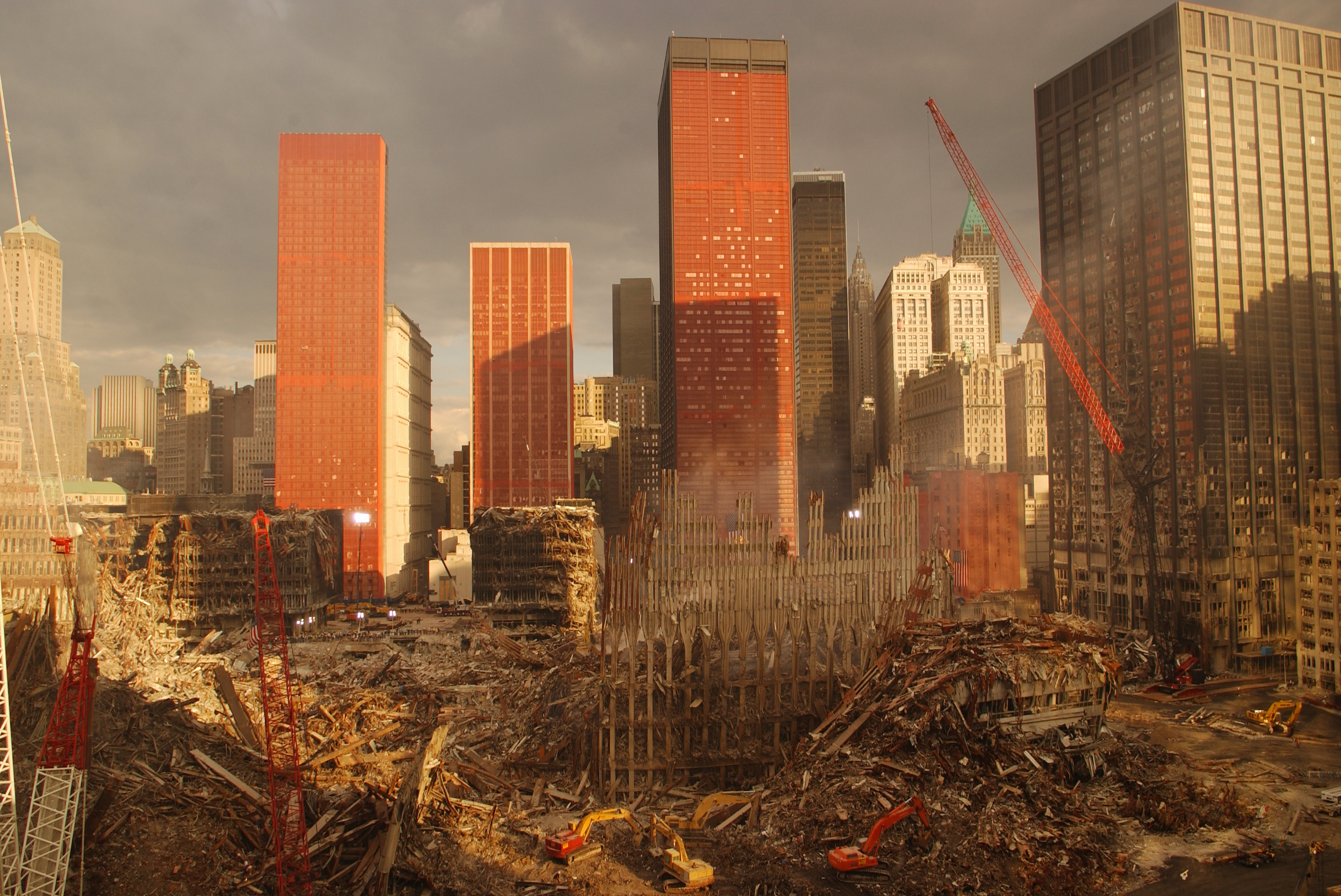
برج‌های دوقلو نیویورک پس از عملیات القاعده

حملات ۱۱ سپتامبر عبارت است از سلسله‌ای از حملات انتحاری که در ۱۱ سپتامبر ۲۰۰۱، توسط القاعده در خاک ایالات متحده آمریکا انجام شد. در صبح آن روز، ۱۹ تن از اعضای القاعده، چهار هواپیمای تجاری-مسافربری را ربودند. هواپیماربایان، دو هواپیما را در فاصله‌های زمانی گوناگون تعمداً به برج‌های دوقلوی مرکز تجارت جهانی در شهر نیویورک زدند. در نتیجه این دو برخورد، همه مسافران به همراه عده بسیاری که در ساختمان‌ها حضور داشتند، کشته شدند. هر دو ساختمان، پس از دو ساعت به‌طور کامل ویران شدند و آسیب‌های زیادی به ساختمان‌های پیرامون زدند. گروه هواپیماربایان، هواپیمای سوم را به پنتاگون، واقع در ارلینگتون در ویرجینیا زدند. هواپیمای چهارم اما در زمینی نزدیک شنکسویل، در ایالت پنسیلوانیا، سرنگون شد. این در حالی بود که شماری از مسافران و خدمه پرواز پیش از سرنگونی هواپیما، تلاش کرده‌بودند تا کنترل هواپیما را که هواپیماربایان آن را به سمت واشینگتن، دی.سی. هدایت می‌کردند، به دست بگیرند. اما هیچ‌کدام از مسافران این پرواز و سه پرواز دیگر زنده نماندند. کشته شدگان این حمله‌ها ۲٬۹۷۴ تن بودند، که با در نظر گرفتن ۱۹ هواپیماربا در کل شمار کشته‌های این حمله‌ها به ۲٬۹۹۳ تن می‌رسد. بیش‌تر کشته شدگان این حمله‌ها مردم عادی و شهروندان بودند، که ملیت آن‌ها از ۹۰ کشور گوناگون جهان بود که یک نفر ایران بود. به‌علاوه، مرگ دست‌کم یک تن ناشی از قرارگرفتن در برابر گرد و خاک به وجود آمده از ویرانی دوبرج نیز گزارش شد.

### حمله عاشورای ۲۰۰۴ بغداد
بمب‌گذاری عاشورای ۲۰۰۴ مجموعه بمب‌گذاریهایی در بغداد بود که به کشته و مجروح شدن صدها تن از شیعیان در روز عاشورا انجامید. این بمب‌گذاریها شدیدترین در دوران حضور آمریکا در عراق بود. القاعده عراق متهم به دست داشتن در این بمب‌گذاری بود.

### بمب‌گذاری قطار مادرید
صبح روز پنجشنبه ۱۱ مارس ۲۰۰۴ (۲۱ اسفند ۱۳۸۲) در مادرید، پایتخت اسپانیا، ده بمب در ساعات پرتردد در سه ایستگاه قطار منفجر و قطارهای مملو از جمعیت را متلاشی کرد. در این بمب‌گذاری‌ها ۱۹۱ نفر کشته ۲٬۰۵۰ نفر مجروح شدند.

### بمب‌گذاری‌های سفارت‌ها در تاشکند
بمب‌گذاری‌های سفارت‌ها در تاشکند در روز جمعه ۳۰ ژوئیه ۲۰۰۴ در سه بمب‌گذاری انتحاری در تاشکند پایتخت ازبکستان رخ داد. این بمب‌گذاری‌ها سفارت‌های اسرائیل و آمریکا و دفتر دادستان کل ازبکستان را هدف قرار دادند. دو تن از نگهبانان امنیتی ازبکستان در ورودی سفارت اسرائیل کشته شدند و نه نفر دیگر در بمب‌گذاری‌ها زخمی شدند.

### حمله به حرم علی بن ابیطالب
بمب‌گذاری در حرم علی بن ابی‌طالب در ۲۳ اوت ۲۰۰۳ روی داد و به کشته‌شدن ۹۵ تن از جمله محمدباقر حکیم و مجروح شدن بیش از ۵۰۰ تن انجامید، این حمله به القاعده نسبت داده شد.

### حملات ژوئیه لندن
بمب‌گذاری‌های ۷ ژوئیه ۲۰۰۵–۱۶ تیر ۱۳۸۴ رشته‌ای از حملات انتحاری انفجاری در ساعات بامداد ۷ ژوئیه ۲۰۰۵ در مرکز لندن با هدف شهروندان عادی در سیستم حمل و نقل عمومی لندن بودند. در این روز ۴ بمب در ۳ ایستگاه مترو و یک اتوبوس شهری توسط ۴ بمب‌گذار انتحاری منفجر شد که به مرگ ۵۲ شهروند عادی و هر ۴ عامل حمله انجامید، همچنین ۷۰۰ نفر در این حملات زخمی شدند.

### حمله به حرم‌های سامرا
بامداد روز چهارشنبه، ۳ اسفند ۱۳۸۴ (۲۲ فوریه ۲۰۰۶)، مردان مسلح به نگهبانان حرمین عسگریین در شهر سامرا حمله کردند و با ورود به این مکان و نصب بمب در نقاط مختلف آن، این حرم را منفجر کردند. به‌طوری‌که بخشی از حرم ویران شد و به گنبد طلای آن آسیب جدی رسید. بعد از این حادثه مقامات امنیتی وقت عراق، عاملان این حادثه را گروهی متشکل از هفت عضو القاعده معرفی کردند.

### بمب‌گذاری سفارت ایران در بیروت
بمب‌گذاری ۱۹ نوامبر ۲۰۱۳ در بیروت، انفجاری است، که توسط دو بمب‌گذاری انتحاری در مقابل سفارت ایران در بیروت انجام گرفت و بر اثر آن ۲۳ نفر از جمله رایزن فرهنگی ایران در بیروت کشته شدند. گردان عبدالله عزام، از گروه جهادی سَلَفی وابسته به القاعده مسئولیت این انفجار را بر عهده گرفت.

### حمله هتل باماکو
در ۲۰ نوامبر سال ۲۰۱۵، یک حمله تیراندازی و گروگانگیری در هتل رادیسون بلو در باماکو، پایتخت مالی انجام شد که دستکم ۲۷ نفر کشته شدند. بعد از گروگانگیری نیروی‌های ویژه به هتل حمله و گروگان‌ها را آزاد کردند. گروه مرابطون همراه با القاعده مسئولیت این حملات را پذیرفت. در پی این حمله دولت مالی برای ده روز وضعیت فوق‌العاده و سه روز عزای عمومی برای کشته شدگان اعلام کرد.

## تأمین و حمایت از القاعده
سی‌ان‌ان می‌گوید عربستان و امارات سلاح‌های آمریکایی دراختیار القاعده یمن قرار می‌دهند. همچنین جوبایدن، معاون وقت رئیس‌جمهور آمریکا در سال ۲۰۱۴ گفته است عربستان و امارات صدها میلیون دلار و ده‌ها هزار اسلحه دراختیار هر کسی که در سوریه علیه بشار اسد بجنگد گذاشته‌اند، افرادی که توسط آن‌ها تأمین می‌شدند اعضای النصره و القاعده و عناصر افراطی جهادی از کشورهای مختلف بودند.

## روابط با جمهوری اسلامی ایران
با وجود تفسیر متفاوت جمهوری اسلامی ایران و القاعده از اسلام و احکام اسلامی، جمهوری اسلامی ایران و القاعده در بحث دشمنی با آمریکا و تفکر غربی مشترکند. بنابر گفتهٔ آمریکا، جمهوری اسلامی با القاعده همکاری می‌کند. به دنبال کشته شدن فرد شماره دوم القاعده در تهران به دست مأموران برون مرزی اسرائیل، این شائبه تا حد زیادی تأیید شد. مایک پمپئو وزیر امور خارجه آمریکا در ژانویه ۲۰۲۱ گفته بود: ایران به مکان امنی برای رهبران القاعده تبدیل شده و آن‌ها در آنجا با آزادی عمل رفت‌وآمد می‌کنند.

### اولین ارتباط بین ایران و القاعده
سعید قاسمی، در مصاحبه با برنامه اینترنتی «رو در رو»، گفت: «در جنگ بوسنی، ما حضور پیدا کردیم، به تبع ما القاعده آمد. القاعده‌ای‌ها ـ بعد از حضور ـ استیل ما را گرفته بودند؛ از سربند و پرچم گرفته تا شکل گردان‌ها و… همان استیل ما را آنها در آنجا به اجرا درآوردند. مجاهدین از سرتاسر دنیا به آنجا آمدند و یک اتفاق جدید رقم خورد. یگان‌های جهادی مسلمان در آنجا تشکیل شد. این چیزی که در سوریه اتفاق افتاد، قبل از آن در بوسنی اتفاق افتاده بود».

### کشته شدن فرد شماره دو القاعده و عروس بن‌لادن در تهران
در ۱۷ مرداد ۱۳۹۹، عبدالله احمد عبدالله ملقب به ابومحمد المصری، فرد شمارهٔ دو القاعده، و نیز عروس اسامه بن لادن در منطقه پاسداران تهران و در نزدیکی خانه ابومهدی المهندس، به دست مأموران برون‌مرزی اسرائیل کشته شدند. گفته می‌شود المصری در انفجار سفارت آمریکا در نایروبی در سال ۱۹۹۸ مشارکت داشته است. سپاه پاسداران در این مدت از او و خانواده‌اش محافظت می‌کرد.

### نشریات
- مدیریت توحش

## ارجاعات
1. ↑  Driss El-Bay (21 September 2021). "The pledge of allegiance of al-Qaeda". BBC. Retrieved 21 September 2021.
2. 1 2 3  (Gallagher و Willsky-Ciollo 2021، ص. 14)
3. 1 2 3 4  Bokhari, Kamran; Senzai, Farid, eds. (2013). "Rejector Islamists: al-Qaeda and Transnational Jihadism". Political Islam in the Age of Democratization. New York: Palgrave Macmillan. pp. 101–118. doi:10.1057/9781137313492_6. ISBN 978-1-137-31349-2.
4. 1 2 3 4 5  Moussalli, Ahmad S. (2012). "Sayyid Qutb: Founder of Radical Islamic Political Ideology".  In Akbarzadeh, Shahram (ed.). Routledge Handbook of Political Islam (1st ed.). London and New York: Routledge. pp. 24–26. ISBN 978-1-138-57782-4. LCCN 2011025970.
5. ↑  O'Bagy, Elizabeth (2012). Middle East Security Report: Al-Qaeda Sunni Islamist Rebels – Jihad in Syria (PDF). Vol. 6. Washington, D.C. p. 27. Archived from the original (PDF) on March 27, 2014. Retrieved September 21, 2012.
6. ↑  A. Geltzer, Joshua (2010). "4: The al-Qaeda world-view". US Counter-Terrorism Strategy and Al-Qaeda. 270 Madison Avenue, New York, NY 100016, USA: Routledge. pp. 83, 84. ISBN 978-0-203-87023-5.{{cite book}}:  نگهداری CS1: موقعیت (link)
7. ↑  Atwan, Abdel Bari (March 11, 2005). The Secret History of Al Qaeda. University of California Press. p. 221. ISBN 0-520-24974-7. Retrieved May 8, 2011 – via Internet Archive.
8. ↑  Gunaratna 2002, Introduction, pp. 12, 87.
9. ↑  Aydınlı, Ersel (2018) [2016]. "The Jihadists pre-9/11". Violent Non-State Actors: From Anarchists to Jihadists. Routledge Studies on Challenges, Crises, and Dissent in World Politics (1st ed.). London and New York: Routledge. p. 66. ISBN 978-1-315-56139-4. LCCN 2015050373.
10. ↑  (Wright 2006، ص. 79)
11. ↑  Giustozzi, Antonio (2023). "2: The strategies of global jihadists in Pakistan after 2001". Jihadism in Pakistan. New York, NY 10018, USA: I.B. tauris. pp. 27–52. ISBN 978-0-7556-4735-4.{{cite book}}:  نگهداری CS1: موقعیت (link)
12. ↑  Celso, Anthony (2014). "1: Al-Qaeda's Jihadist Worldview". Al-Qaeda's Post-9/11 Devolution. New York, NY 10018, USA: Bloomsbury Academic. pp. 15–29. ISBN 978-1-4411-5589-4.{{cite book}}:  نگهداری CS1: موقعیت (link)
13. ↑  Holbrook, Donald (2017). Al-Qaeda 2.0. 198 Madison Avenue, New York, NY 10016: Oxford University Press. pp. viii, 2, 3. ISBN 978-0-19-085644-1.{{cite book}}:  نگهداری CS1: موقعیت (link)
14. ↑  A. Geltzer, Joshua (2010). "4: The al-Qaeda world view". US Counter-Terrorism Strategy and Al-Qaeda. 270 Madison Avenue, New York, NY 100016, USA: Routledge. pp. 83, 84. ISBN 978-0-203-87023-5. Al-Qaeda's ‘pan-Islamic ideology’ seeks to unify the umma not only by emphasising Islam over nationalism but also by specifically calling for unity among all Muslims, including the often hostile Sunnis and Shiites... ‘For an organization led by a Sunni fundamentalist’ to ‘make common cause with Shiite terrorists’, and then with potential Shiite supporters more broadly, was considered ‘extraordinary’—yet doing so was central to al-Qaeda's vision of Islamic unity against America.{{cite book}}:  نگهداری CS1: موقعیت (link)
15. ↑  Byman, Daniel (2015). "3: Strategy and Tactics". Al Qaeda, the Islamic State, and the Global Jihadist Movement. 198 Madison Avenue, New York, NY 100016, USA: Oxford University Press. p. 53. ISBN 978-0-19-021725-9.{{cite book}}:  نگهداری CS1: موقعیت (link)
16. ↑  Gunaratna 2002, p. 87.
17. 1 2    - Nabil, Rahmatullah. "Iran, Al-Qaeda and the Taliban; Close Relations between Shiite and Sunni Fundamentalists: A Strategic Move or a Matter of Expediency?". Afghan Institute for Strategic Studies. Archived from the original on 19 June 2023. Ayman Al-Zawahiri became the leader of Al-Qaeda—a leader who was “in favour of” forging an alliance between the Shia and the Sunni against their common enemy—Al-Qaeda developed deeper relations with the IRGC.
  - Aly Sergie, Mohammed (27 April 2023). "The Sunni-Shia Divide". Council on Foreign Relations. Archived from the original on 10 June 2023. Sunni al-Qaeda and Shia Hezbollah, have not defined their movements in sectarian terms, and have favored using anti-imperialist, anti-Zionist, and anti-American frameworks to define their jihad, or struggle.
  - Lupsha, Jonny (8 December 2022). "What Is the Islamic State?". Wondrium Daily. Archived from the original on 6 February 2023. Bin Laden, a Sunni Muslim, saw cooperation between Islam's two sects—Sunni and Shia—as essential to Al-Qaeda's success.
18. 1 2    - Devji, Faisal (2005). Landscapes of the Jihad: Militancy, Morality, Modernity. London, United Kingdom: Hurst & Company. pp. 53. ISBN 1-85065-775-0. Al-Qaeda leaders like Osama Bin Laden or Ayman al-Zawahiri have never been known either to preach or practice anti-Shia politics, indeed the opposite, with Bin Laden repeatedly urging Muslims to ignore internal differences and even appearing to uphold the religious credentials of Shiite Iran by comparing the longed-for-ouster of the Saudi monarch to the expulsion of the Shah
  - "The spider in the web". The Economist. 20 September 2001. Archived from the original on 6 June 2023. [Bin Laden] has insisted that differences within the Islamic world should be set aside for the sake of the broader struggle against western and Jewish interests. American officials say there is clear evidence of tactical co-operation between his organisation, al-Qaeda, the government of Iran, and Iran's proxies in Lebanon, the Hizbullah group. From the early 1990s, members of his group and its Egyptian allies were being sent to Lebanon to receive training from Hizbullah: an unusual example of Sunni-Shia co-operation in the broader anti-western struggle.
  - al-Aloosy, Massaab (2020). The changing ideology of Hezbollah. Palgrave Macmillan. p. 79. ISBN 978-3-030-34846-5. according to the 9/11 Commission Report, Hezbollah allowed Al-Qaeda activists to train in their camps involved in terrorist attacks against the American embassies in Kenya and Tanzania in September 1998... Osama Bin Laden mentioned Hezbollah in a 2003 speech-or as he called them the resistance- in a positive light as the group that compelled the US marines to withdraw from Lebanon
19. ↑  Gunaratna 2002, p. 12.
20. ↑  Bergen, Peter L. , Holy war, Inc. : Inside the Secret World of Osama bin Laden, New York: Free Press, 2001. , pp. 70–71
21. ↑  "Text of Fatwah Urging Jihad Against Americans". Archived from the original on April 22, 2006. Retrieved May 15, 2006.
22. ↑  United States v. Usama bin Laden et al., S (7) 98 Cr. 1023, Testimony of Jamal Ahmed Mohamed al-Fadl (SDNY February 6, 2001).
23. ↑  Lawrence, Bruce (2005). Messages to the World: The Statements of Osama Bin Laden. Verso. ISBN 978-1-84467-045-1. Archived from the original on 8 April 2022.
24. ↑  Borowski, Audrey (2015). "Al Qaeda and ISIS: From Revolution to Apocalypse". Philosophy Now. Archived from the original on 26 May 2022.
25. ↑  ""Ansar ut-Tawhid wal-Jihad in Kashmir" Expresses Support for AQIS". SITE Institute. 10 October 2014. Archived from the original on 2014-12-23. Retrieved 2014-12-22.
26. ↑  "Al-Qaeda in Indian subcontinent threatens to attack India after Prophet controversy". The Hindu (به انگلیسی). 2022-06-07. ISSN 0971-751X. Retrieved 2024-01-04.
27. 1 2  "Al-Qaeda's Urges Muslims to Shun World Cup, Stops Short of Threats" (به انگلیسی). Voice of America. November 19, 2022. Al Qaida in the Arabian Peninsula, the militant group's Yemen-based branch, criticized Qatar for "bringing immoral people, homosexuals, sowers of corruption and atheism into the Arabian Peninsula" and said the event served to divert attention from the "occupation of Muslim countries and their oppression."
28. 1 2 3  "Full text: bin Laden's 'letter to America' | World news". The Observer. August 26, 2013. Archived from the original on August 26, 2013.
29. 1 2  "Jihad Against Jews and Crusaders". February 23, 1998. Retrieved June 16, 2010.
30. 1 2  "Conversation with Terror". Time. January 1999. Retrieved March 22, 2015.
31. ↑  "frontline: the terrorist and the superpower: who is bin laden?: interview with osama bin laden (in may 1998)". pbs.org. Archived from the original on May 8, 1999.
32. ↑  "New ISIS and Al-Qaeda propaganda prioritize the US and Jews as targets". Anti-Defamation League.
33. ↑  Sherlock, Ruth (December 2, 2012). "Inside the most extreme wing". The Daily Telegraph. London. Archived from the original on January 10, 2022. Retrieved December 2, 2012.
34. ↑  Ghanmi, Elyès; Punzet, Agnieszka (June 11, 2013). "The involvement of Salafism/Wahhabism in the support and supply of arms to rebel groups around the world" (PDF). European Parliament.
35. ↑  Hudson, Valerie (June 30, 2015). The Hillary Doctrine. Columbia University. p. 154. ISBN 978-0-231-53910-4. Retrieved January 15, 2016.
36. 1 2  Livesey, Bruce (January 25, 2005). "Special Reports – The Salafist Movement: Al Qaeda's New Front". PBS Frontline. WGBH. Retrieved October 18, 2011.
Geltzer, Joshua A. (2011). US Counter-Terrorism Strategy and al-Qaeda: Signalling and the Terrorist World-View (Reprint ed.). Routledge. p. 83. ISBN 978-0-415-66452-3.
37. 1 2  "The Future of Terrorism: What al-Qaida Really Wants". Der Spiegel. August 12, 2005. Archived from the original on March 7, 2012. Retrieved October 18, 2011.
38. ↑  "Al-Qaeda seeks global dominance". The Daily Telegraph. London. Archived from the original on January 12, 2012.
"Jihadists Want Global Caliphate". ThePolitic.com. July 27, 2005. Archived from the original on September 30, 2011. Retrieved October 18, 2011.
Burke, Jason (March 21, 2004). "What exactly does al-Qaeda want?". The Guardian. London.
39. ↑  Moghadam, Assaf (2008). The Globalization of Martyrdom: Al Qaeda, Salafi Jihad, and the Diffusion of Suicide Attacks. Johns Hopkins University Press. p. 48. ISBN 978-0-8018-9055-0.
40. ↑  Glenn, Cameron (September 28, 2015). "Al Qaeda v ISIS: Ideology & Strategy". Woodrow Wilson International Center for Scholars.
41. 1 2 3  "Making Sense of Iran and al-Qaeda's Relationship". The Lawfare Institute. March 21, 2021. Retrieved 10 May 2021.
42. ↑  Hoffman, Bruce (March 6, 2018). "Al-Qaeda's Resurrection". Council on Foreign Relations.
43. ↑  "Al-Qaeda in the Islamic Maghreb (AQIM)". Council on Foreign Relations. March 27, 2015. Archived from the original on May 11, 2015. Retrieved July 2, 2015.
44. ↑  "Profile: Al-Qaeda in North Africa". BBC. January 17, 2013. Retrieved July 2, 2015.
45. ↑  "UN report indicates al-Qaeda and ISIS enjoy safe haven in Turkish-controlled Idlib". Nordic Monitor. 9 February 2022. Archived from the original on 15 February 2022. Retrieved 15 February 2022.
46. ↑  "S/2023/95". United Nations Security Council. Retrieved 15 February 2023.
47. ↑  "Who are Somalia's al-Shabab?". BBC News. December 22, 2017.
48. ↑  Mohammad Abdulssattar Ibrahim (22 September 2019). "Is HTS benefitting from Coalition airstrikes against foreign jihadists?". Syria Direct. Archived from the original on 24 September 2019. Retrieved 1 October 2019.
49. ↑  Bozkurt, Abdullah (February 9, 2022). "UN report indicates al-Qaeda and ISIS enjoy safe haven in Turkish-controlled Idlib". Nordic Monitor. Retrieved 15 February 2022.
50. ↑  "Fourteenth report of the Analytical Support and Sanctions Monitoring Team" (PDF). UN Security Council. 1 June 2023. pp. 3–22. Archived from the original (PDF) on 12 July 2023 – via ecoi.net. The link between the Taliban and both Al-Qaida and Tehrik-e-Taliban Pakistan (TTP) remains strong and symbiotic..The relationship between the Taliban and Al-Qaida remained close and symbiotic, with Al-Qaida viewing Taliban-administered Afghanistan a safe haven. Al-Qaida still aims to strengthen its position in Afghanistan and has been interacting with the Taliban, supporting the regime and protecting senior Taliban figures. Al-Qaida maintains a low profile, focusing on using the country as an ideological and logistical hub to mobilize and recruit new fighters while covertly rebuilding its external operations capability
51. 1 2  "UN report finds 'strong and symbiotic' links between Afghan Taliban, TTP". Dawn. 11 June 2023. Archived from the original on 11 June 2023.
52. ↑  Mir, Asfandyar (October 2020). "Afghanistan's Terrorism Challenge: The Political Trajectories of al-Qaeda, the Afghan Taliban, and the Islamic State" (PDF). Middle East Institute. Archived from the original (PDF) on 2022-10-09.
53. ↑  Roggio, Bill (2 September 2021). "National Resistance Front repels multi-day Taliban assault on Panjshir | FDD's Long War Journal". www.longwarjournal.org. Archived from the original on 3 September 2021. Retrieved 3 September 2021.
54. ↑  "The Growing Relationship between Iran and al-Shabab Movement in Somalia: Motives and Potential Consequences". Emirates Policy Center. Retrieved 27 July 2020.
55. 1 2 3  Hussam Radman, Assim al-Sabri (2023-02-28). "Leadership from Iran: How Al-Qaeda in Yemen Fell Under the Sway of Saif al-Adel". Sana'a Center For Strategic Studies (به انگلیسی). Retrieved 2023-04-04.
56. ↑  "Study questions Iran-al Qaeda ties, despite U.S. allegations". Reuters. September 7, 2018 – via www.reuters.com.
57. ↑  "Treasury Targets Al Qaida Operatives in Iran". treasury.gov.
58. ↑  "The 'airlift of evil'". NBC News. December 11, 2003.
59. ↑  "Pakistan military denies BBC report on Taliban links". October 27, 2011.
60. ↑  Gall, Carlotta (March 19, 2014). "What Pakistan Knew About Bin Laden". The New York Times.
61. ↑  Haaretz; Press, The Associated (July 11, 2017). "Fact Check: Is Qatar Supporting Terrorism? A Look at Its Ties to Iran, ISIS and the Muslim Brotherhood". Haaretz.
62. ↑  Thomas, Carls. "The Saudis channel the mafia: Fears of Saudi retaliation deter truth about 9/11". The Washington Times. Retrieved April 28, 2016.
63. ↑  Tisdall, Simon (July 26, 2010). "Afghanistan war logs reveal hand of Osama bin Laden". The Guardian. London.
64. ↑  "Al-Qaeda's North and West African branches respond to the Hamas-led invasion of Israel". FDD's Long War Journal (به انگلیسی). 13 October 2023. Retrieved 17 October 2023.
65. ↑  "Al Shabaab jihadists praise Hamas' attack, Kenya's counter-terrorism unit is on alert". Agenzia Nova. October 12, 2023. Archived from the original on October 12, 2023. Retrieved October 12, 2023.
66. ↑  "Somalia: Al-Shabaab praises Hamas attack on Israel". Somali guardian. October 12, 2023. Archived from the original on October 12, 2023. Retrieved October 12, 2023.
67. ↑  "Fourteenth report of the Analytical Support and Sanctions Monitoring Team" (PDF). UN Security Council. 1 June 2023. pp. 3–22. Archived from the original (PDF) on 12 July 2023 – via ecoi.net. The link between the Taliban and both Al-Qaida and Tehrik-e-Taliban Pakistan (TTP) remains strong and symbiotic..The relationship between the Taliban and Al-Qaida remained close and symbiotic, with Al-Qaida viewing Taliban-administered Afghanistan a safe haven.
68. ↑  (Gunaratna 2002، صص. 12, 86): "By forging a tactical relationship with Hezbollah, Al Qaeda mastered the art of bombing buildings."
69. ↑  Andrew, Jeong. "Militant in Iran identified as al-Qaeda's probable new chief in U.N. report". The Washington Post.
70. ↑  "Iran denies U.S. claims linking Tehran to Al Qaeda's leader - foreign minister". Reuters. February 16, 2023. Retrieved 16 February 2023.
71. ↑  Byman, Daniel L. (November 30, 2001). "The U.S. -Saudi Arabia counterterrorism relationship". Brookings. Retrieved June 8, 2021. Saudi Arabia considers Al Qaeda to be a mortal enemy
72. ↑  "Why is Al Qaeda attacking Turkish forces?". Why is Al Qaeda attacking Turkish forces?.
73. 1 2  "The Chinese regime and the Uyghur dilemma" Summary of Castets, Rémi (2003). "The Uyghurs in Xinjiang – The Malaise Grows". China Perspectives. 2003 (5). doi:10.4000/chinaperspectives.648. ISSN 1996-4617. Retrieved June 10, 2012.
74. ↑  "In rare admission, Yemen's Houthis confirm they released Al-Qaeda terrorists". Arab news. February 20, 2023. Retrieved 20 February 2023.
75. ↑  "Al-Qaeda calls for liberation of Kashmir" – via YouTube.
76. ↑  "Listing of Terrorist Organisations". Australian Government. Archived from the original on February 4, 2014. Retrieved July 3, 2006.
77. ↑  "Armed group neutralized in Azerbaijan linked to Al-Qaeda". en.trend.az. Archived from the original on December 1, 2012. Retrieved June 21, 2014.
78. ↑  "Bahrain Terrorist List (individuals – entities)". www.mofa.gov.bh.
79. ↑  "Is Radical Islam a Threat for Belarus? – BelarusDigest". Archived from the original on April 25, 2019. Retrieved January 11, 2019.
80. ↑  Sirkis, Alfredo (June 2011). "O Brasil e o terrorismo internacional". Retrieved February 22, 2014.
81. ↑  Public Safety and Emergency Preparedness Canada. "Entities list". Archived from the original on November 19, 2006. Retrieved July 3, 2006.
82. ↑  "Foreign Ministry Spokesperson Jiang Yu's Remarks on the Killing of Al-Qaeda Leader Bin Laden in Pakistan". fmprc.gov.cn.
83. ↑  Commission of the European Communities (October 20, 2004). "Communication from the Commission to the Council and the European Parliament". Archived from the original (DOC) on June 14, 2007. Retrieved June 11, 2007.
84. ↑  "La France face au terrorisme" (PDF) (به فرانسوی). Secrétariat général de la défense nationale (France). Archived from the original (PDF) on August 7, 2011. Retrieved August 6, 2009.
85. ↑  "The Hindu: Centre bans Al-Qaeda". Hinduonnet.com. April 9, 2002. Archived from the original on April 27, 2009. Retrieved March 22, 2010.
86. ↑  "Indonesia's Long Battle With Islamic Extremism". Time. Retrieved January 11, 2019.
87. ↑  Moody, John (June 12, 2007). "Iran Wants to Talk With U.S. ; Just Not About Nukes". Fox News. Archived from the original on December 25, 2013. Retrieved July 31, 2017.
88. ↑  "Criminal Justice (Terrorist Offences) Act 2005". 2005. Department of Justice Ireland. Archived from the original on May 27, 2014. Retrieved May 26, 2014.
89. ↑  "Summary of indictments against Al-Qaeda terrorists in Samaria". Israel Ministry of Foreign Affairs. March 21, 2006. Retrieved May 4, 2011.
90. ↑  "List of Declaration and Orders – Unofficial Translation". Archived from the original on August 10, 2014. Retrieved August 9, 2014.
91. ↑  Diplomatic Bluebook (2002). "B. Terrorist Attacks in the United States and the Fight Against Terrorism" (PDF). Archived from the original (PDF) on June 14, 2007. Retrieved June 11, 2007.
92. ↑  "Fight against terrorism and extremism in Kazakhstan". Mfa.gov.kz. Archived from the original on November 14, 2015. Retrieved November 23, 2015.
93. ↑  Caravanserai. "Kyrgyzstan to publicise list of banned terrorist groups". Caravanserai. Retrieved January 11, 2019.
94. ↑  NATO. "Press Conference with NATO Secretary General, Lord Robertson". Archived from the original on October 26, 2006. Retrieved October 23, 2006.
95. ↑  NATO Library (2005). "AL QAEDA" (PDF). Archived from the original (PDF) on June 14, 2007. Retrieved June 11, 2007.
96. ↑  "LIST OF INDIVIDUALS, ENTITIES AND OTHER GROUPS AND UNDERTAKINGS DECLARED BY THE MINISTER OF HOME AFFAIRS AS SPECIFIED ENTITY UNDER SECTION 66B(1)" (PDF). Ministry of Home Affairs – Malaysia. May 31, 2019. pp. 7–10. Archived from the original (PDF) on 2022-10-09.
97. ↑  General Intelligence and Security Service. "Annual Report 2004" (PDF). Archived from the original (PDF) on June 14, 2007. Retrieved June 11, 2007.
98. ↑  New Zealand Government. "New Zealand's designated terrorist individuals and organisations". Archived from the original on October 7, 2008. Retrieved October 7, 2008.
99. ↑  "List of banned organisations in Pakistan". October 24, 2012. Archived from the original on October 26, 2012.
100. ↑  "ABUS, AL-QAEDA TAGGED IN WEDNESDAY NIGHT ZAMBOANGA BOMBING". newsflash. October 4, 2002. Archived from the original on November 13, 2002. Retrieved March 22, 2010.
101. ↑  "Russia Outlaws 17 Terror Groups; Hamas, Hezbollah Not Included". Archived from the original on November 14, 2006.
102. ↑  "سیاسی / وزارة الداخلیة: بیان بالمحظورات الأمنیة والفکریة علی المواطن والمقیم، وإمهال المشارکین بالقتال خارج المملکة 15 یوما إضافیة لمراجعة النفس والعودة إلی وطنهم / إضافة أولی وکالة الأنباء السعودیة". www.spa.gov.sa. Archived from the original on October 22, 2020. Retrieved August 21, 2020.
103. ↑  Korean Foreign Ministry (August 14, 2007). "Seoul confirms release of two Korean hostages in Afghanistan". Archived from the original on December 15, 2007. Retrieved September 16, 2007.
104. ↑  Ministry for Foreign Affairs Sweden (March–June 2006). "Radical Islamist Movements in the Middle East" (PDF). Archived from the original (PDF) on June 14, 2007. Retrieved June 11, 2007.
105. ↑  "Report on counter-terrorism submitted by Switzerland to the Security Council Committee established pursuant to resolution 1373 (2001)" (PDF). December 20, 2001. Archived from the original (PDF) on June 9, 2007. Retrieved June 11, 2007.
106. ↑  Jihad: The Rise of Militant Islam in Central Asia, page 8
107. ↑  "Terörle Mücadele ve Harekat Dairesi Başkanlığı". Archived from the original on January 14, 2013. Retrieved April 12, 2016.
108. ↑  "مجلس الوزراء یعتمد قائمة التنظیمات الإرهابیة. – WAM". November 17, 2014. Archived from the original on November 17, 2014.
109. ↑  "Terrorism Act 2000". Schedule 2, Act No. 11 of 2000.
110. ↑  "Security Council Resolutions Related to the Work of the Committee Established Pursuant to Resolution 1267 (1999) Concerning Al-Qaida and the Taliban and Associated Individuals and Entities". United Nations Security Council. Archived from the original on January 12, 2007. Retrieved January 9, 2007.
111. ↑  United States Department of State. "Foreign Terrorist Organizations (FTOs)". Archived from the original on November 17, 2017. Retrieved July 3, 2006.
112. ↑  Terrorism in Uzbekistan: A self-made crisis بایگانی‌شده  در اکتبر ۱۶, ۲۰۰۶ توسط Wayback Machine Jamestown Foundation
113. ↑  Uzbekistan: Who's Behind The Violence? بایگانی‌شده  در آوریل ۴, ۲۰۰۴ توسط Wayback Machine Center for Defense Information
114. ↑  "Vietnamese-born al-Qaeda recruit sentenced to 40 years in US over plot to bomb Heathrow". South China Morning Post. May 28, 2016. Retrieved January 11, 2019.
115. ↑  "Qaedat al-Jihad: New Name on the Road to Palestine". The Washington Institute (به انگلیسی). Retrieved February 20, 2022.
116. ↑  (Bergen 2006، ص. 75).
117. ↑  "Bill Moyers Journal. A Brief History of Al Qaeda". PBS.com. July 27, 2007. Retrieved March 31, 2012.
118. ↑  United States v. Usama bin Laden et al., S (7) 98 Cr. 1023, Testimony of Jamal Ahmed Mohamed al-Fadl (SDNY February 6, 2001). 
"Al-Qaeda's origins and links". BBC News. July 20, 2004. Retrieved June 3, 2014.
Cooley, John K. (Spring 2003). Unholy Wars: Afghanistan, America and International Terrorism.
119. ↑  (dalacoura 2012، صص. 40–65)
120. ↑  (Wright 2006، صص. 107–108, 185, 270–271)
121. ↑  "al Qaida's Ideology". MI5. Archived from the original on February 28, 2009. Retrieved May 19, 2012.
122. ↑  "Dreaming of a caliphate". The Economist. August 6, 2011. Retrieved May 19, 2012.
123. ↑  "Al Qaeda: Statements and Evolving Ideology". CRS Report (به انگلیسی). Retrieved September 10, 2021.
124. ↑  Fu'ad Husayn 'Al-Zarqawi, "The Second Generation of al-Qa'ida, Part Fourteen," Al-Quds al-Arabi, July 13, 2005
125. ↑  Wiktorowicz, Quintan; Kaltner, John (2003). "Killing in the Name of Islam: Al-Qaeda's Justification for September 11". www.mafhoum.com. Middle East Policy Council. Retrieved September 10, 2021.
126. ↑  (Wright 2006، ص. 246)
127. ↑  Jihadi Terrorism and the Radicalisation Challenge: p.219, Rik Coolsaet – 2011
128. ↑  Dragons and Tigers: A Geography of South, East, and Southeast Asia – (2011) – Barbara A. Weightman
129. ↑  Security strategy and transatlantic relations (2006) Roland Dannreuther
130. ↑  Jihad and Just War in the War on Terror (2011) Alia Brahimi
131. ↑  Zakaria, Fareed (April 29, 2021). "Opinion: Ten years later, Islamist terrorism isn't the threat it used to be". Washington Post. Retrieved May 4, 2021.
132. ↑  al-Hammadi, Khalid, "The Inside Story of al-Qa'ida", part 4, Al-Quds al-Arabi, March 22, 2005
133. ↑  "Al Qaeda v ISIS: Leaders & Structure | Wilson Center". www.wilsoncenter.org (به انگلیسی). Retrieved March 3, 2021.
134. ↑  J. Feiser – "Evolution of the al-Qaeda brand name". Asia Times. August 13, 2004. Archived from the original on April 23, 2005. Retrieved March 22, 2010.{{cite web}}:  نگهداری یادکرد:پیوند نامناسب (link)
135. ↑  "The Moral Logic and Growth of Suicide Terrorism – Spring 2006" (PDF). Archived from the original (PDF) on June 23, 2015. Retrieved March 22, 2010.
136. 1 2  Blitz, James (January 19, 2010). "A threat transformed". Financial Times. Retrieved January 23, 2010.
137. ↑  "A Discussion on the New Crusader Wars: Tayseer Allouni with Usamah bin Laden". IslamicAwakening.com. Archived from the original on June 21, 2013.
138. 1 2 3  «نگاهی به القاعده از درون». بایگانی‌شده از اصلی در ۲۱ سپتامبر ۲۰۱۱. دریافت‌شده در ۲۴ سپتامبر ۲۰۱۱.
139. 1 2 3 4 5 6 7  پراکندگی فعالیت‌های شبکه القاعده در جهان، بی‌بی‌سی فارسی
140. ↑  القاعده: بابت انفجارهای جمعه در طرابلس از حزب‌الله لبنان انتقام می‌گیریم، بی‌بی‌سی فارسی
141. ↑  'القاعده می‌خواست برج ایفل را منفجر کند' بی‌بی‌سی فارسی
142. ↑  ایمن الظواهری: القاعده در هند نفوذ کرده است خبرگزاری انتخاب
143. ↑  By Tom Finn (۲۸ اکتبر ۲۰۱۰). "Yemen turns to tribes to fight al-Qaeda". آسیا تایمز آنلاین (به انگلیسی). p. Middle_East. Archived from the original on 31 October 2010. Retrieved 5 November 2010.
144. 1 2  القاعده در یمن استقرار می‌یابد بایگانی‌شده  در ۲۴ دسامبر ۲۰۰۹ توسط Wayback Machine خبرگزاری فرانسه
145. ↑  سی و چهار کشته در حملهٔ هوایی به شبکهٔ القاعده بایگانی‌شده  در ۲۶ دسامبر ۲۰۰۹ توسط Wayback Machine خبرگزاری فرانسه
146. ↑  «قاعده بازی القاعده در عراق». بخش فارسی بی‌بی‌سی. ۱ سپتامبر ۲۰۱۰. ص. جهان. دریافت‌شده در ۱۱ سپتامبر ۲۰۱۰.
147. ↑  (Wright 2006، ص. 332).
148. ↑  (Qutb 2003، صص. 63, 69).
149. ↑  (Wright 2006، ص. 79).
150. ↑  "How Did Sayyid Qutb Influence Osama bin Laden?". Gemsofislamism.tripod.com. Archived from the original on October 17, 2010. Retrieved March 22, 2010.
151. ↑  Mafouz Azzam; cited in (Wright 2006، ص. 36).
152. ↑  "Sayyid Qutb's Milestones (footnote 24)". Gemsofislamism.tripod.com. Retrieved March 22, 2010.
153. ↑  EIKMEIER, DALE C. (Spring 2007). "Qutbism: An Ideology of Islamic-Fascism". Parameters. pp. 85–98. Archived from the original on June 9, 2007.
154. ↑  "اروپا تا به حال میلیون‌ها دلار به القاعده باج داده است" دویچه‌وله فارسی
155. ↑  "Saudi Arabia, UAE gave US arms to al-Qaeda-linked groups: Report". الجزیره انگلیسی (به انگلیسی). ۵ فوریه ۲۰۱۹.
156. ↑  GOPAL RATNAM (۷ اکتبر ۲۰۱۴). "Joe Biden Is the Only Honest Man in Washington". Foreign Policy (به انگلیسی).
157. ↑  Pompeo Accuses Iran of Allowing al Qaeda to Set Up Headquarters
158. ↑  Pompeo warns Iran is new ‘home base’ for al Qaeda
159. ↑  چرا سعید قاسمی بر سخنان ضد امنیت ملی اش اصرار دارد؟/ نهادهای اطلاعاتی دلیل طرح این سخنان را بررسی کنند
160. ↑  تلاش حکومت ایران برای سرپوش بر ادعای سپاهی سابق درباره همکاری با القاعده؛ سعید قاسمی احضار شد
161. ↑  «نیویورک تایمز: مأموران اسرائیل، نفر شماره دو القاعده را مرداد ماه در تهران کشتند». iranintl.[پیوند مرده]
162. ↑  Goldman، Adam؛ Schmitt، Eric؛ Fassihi، Farnaz؛ Bergman، Ronen (۲۰۲۰-۱۱-۱۴). «Al Qaeda's No. 2, Accused in U.S. Embassy Attacks, Was Killed in Iran» (به انگلیسی). The New York Times. شاپا 0362-4331. دریافت‌شده در ۲۰۲۰-۱۱-۱۴.
163. ↑  «مرگ المصری در تهران: عملیات ترور رهبر آینده القاعده». رادیو فردا. ۲۴ آبان ۱۳۹۹.

### کتابشناسی
- Mura, Andrea (2015). The Symbolic Scenarios of Islamism: A Study in Islamic Political Thought. London: Routledge.
- Al-Bahri, Nasser (2013). Guarding bin Laden: My Life in Al-Qaeda. London: Thin Man Press. ISBN 978-0-9562473-6-0.
- Atran, Scott (2010). Talking to the Enemy: Faith, Brotherhood, and the (un)making of Terrorists. New York: Ecco Press. ISBN 978-0-06-134490-9.
- Atwan, Abdel Bari (2006). The Secret History of al Qaeda. Berkeley, CA: University of California Press. ISBN 978-0-520-24974-5.
- Atwan, Abdel Bari (2012). After Bin Laden: Al-Qaeda, The Next Generation. London/New York: Saqi Books (London)/ New Press (New York). ISBN 978-0-86356-419-2.
- Basile, Mark (May 2004). "Going to the Source: Why Al Qaeda's Financial Network Is Likely to Withstand the Current War on Terrorist Financing". Studies in Conflict and Terrorism. 27 (3): 169–185. doi:10.1080/10576100490438237. S2CID 109768129.
- Benjamin, Daniel; Simon, Steven (2002). The Age of Sacred Terror (1st ed.). New York: Random House. ISBN 0-375-50859-7.
- Bergen, Peter (2001). Holy War, Inc. : Inside the Secret World of Osama bin Laden (1st ed.). New York: Free Press. ISBN 0-7432-3495-2.
- Bergen, Peter (2006). The Osama bin Laden I Know: An Oral History of al Qaeda's Leader (2nd ed.). New York: Free Press. ISBN 0-7432-7892-5.
- Bergen, Peter; Cruickshank, Paul (June 11, 2008). "The Unraveling: The jihadist revolt against bin Laden". The New Republic. Vol. 238, no. 10. pp. 16–21. Retrieved May 4, 2011.
- Bergen, Peter (2011). The Longest War: The Enduring Conflict between America and al-Qaeda. New York: Free Press. ISBN 978-0-7432-7893-5.
- Bin Laden, Osama (2005).  Lawrence, Bruce (ed.). Messages to the World: The Statements of Osama bin Laden. London: Verso. ISBN 1-84467-045-7.
- Cassidy, Robert M. (2006). Counterinsurgency and the Global War on Terror: Military Culture and Irregular War. Westport, CT: Praeger Security International. ISBN 0-275-98990-9.
- Coll, Steve (2005). Ghost Wars: The Secret History of the CIA, Afghanistan, and Bin Laden, from the Soviet Invasion to September 10, 2001 (2nd ed.). New York: Penguin Books. ISBN 0-14-303466-9.
- Dalacoura, Katerina (2012). "Transnational Islamist Terrorism: Al Qaeda". Islamist Terrorism and Democracy in the Middle East. Cambridge: Cambridge University Press. pp. 40–65. doi:10.1017/CBO9780511977367.003. ISBN 978-0-511-97736-7. LCCN 2010047275. S2CID 128049972.
- Esposito, John L. (2002). Unholy War: Terror in the Name of Islam. New York: Oxford University Press. ISBN 0-19-515435-5.
- Gallagher, Eugene V.; Willsky-Ciollo, Lydia, eds. (2021). "Al-Qaeda". New Religions: Emerging Faiths and Religious Cultures in the Modern World. Vol. 1. Santa Barbara, California: ABC-CLIO. pp. 13–15. ISBN 978-1-4408-6235-9.
- Gunaratna, Rohan (2002). Inside Al Qaeda (1st ed.). London: C. Hurst & Co. ISBN 1-85065-671-1.
- Hafez, Mohammed M. (March 2007). "Martyrdom Mythology in Iraq: How Jihadists Frame Suicide Terrorism in Videos and Biographies". Terrorism and Political Violence. 19 (1): 95–115. doi:10.1080/09546550601054873. S2CID 145808052.
- Hoffman, Bruce (2002). "The Emergence of the New Terrorism".  In Tan, Andrew; Ramakrishna, Kumar (eds.). The New Terrorism: Anatomy, Trends, and Counter-Strategies. Singapore: Eastern Universities Press. pp. 30–49. ISBN 981-210-210-8.
- Jansen, Johannes J.G. (1997). The Dual Nature of Islamic Fundamentalism. Ithaca, NY: Cornell University Press. ISBN 0-8014-3338-X.
- McGeary, Johanna (February 19, 2001). "A Traitor's Tale". Time. Vol. 157, no. 7. pp. 36–37. Archived from the original on November 21, 2007. Retrieved September 15, 2009.
- Napoleoni, Loretta (2003). Modern Jihad: Tracing the Dollars Behind the Terror Networks. London: Pluto Press. ISBN 0-7453-2117-8.
- Qutb, Sayyid (2003). Milestones. Chicago: Kazi Publications. ISBN 0-911119-42-6.
- Rashid, Ahmed (2002) [2000]. Taliban: Militant Islam, Oil and Fundamentalism in Central Asia. New Haven: Yale University Press. ISBN 1-86064-830-4.
- Reeve, Simon (1999). The New Jackals: Ramzi Yousef, Osama Bin Laden and the Future of Terrorism. Boston: Northeastern University Press. ISBN 1-55553-407-4.
- Riedel, Bruce (2008). The Search for al Qaeda: Its Leadership, Ideology, and Future. Washington, D.C.: Brookings Institution Press. ISBN 978-0-8157-7414-3.
- Sageman, Marc (2004). Understanding Terror Networks. International Journal of Emergency Mental Health. Vol. 7. Philadelphia: University of Pennsylvania Press. pp. 5–8. ISBN 0-8122-3808-7. PMID 15869076.
- Schmid, Alex (2014). "Al Qaeda's "Single Narrative" and Attempts to Develop Counter-Narratives". Terrorism and Counter-Terrorism Studies. doi:10.19165/2014.1.01. ISSN 2468-0664.
- Trofimov, Yaroslav (2006). Faith at War: A Journey On the Frontlines of Islam, From Baghdad to Timbuktu. New York: Picador. ISBN 978-0-8050-7754-4.
- Wechsler, William F. (2001). "Strangling The Hydra: Targeting Al Qaeda's Finances".  In Hoge, James; Rose, Gideon (eds.). How Did This Happen? Terrorism and the New War. New York: PublicAffairs. pp. 129–143. ISBN 1-58648-130-4.
- Wright, Lawrence (2006). The Looming Tower: Al-Qaeda and the Road to 9/11. New York: Knopf. ISBN 0-375-41486-X.
- Wright, Lawrence (June 2, 2008). "The Rebellion Within". The New Yorker. Vol. 84, no. 16. pp. 36–53. Retrieved September 15, 2009.

### مرورها
- Akacem, Mohammed (August 2005). "Review: Modern Jihad: Tracing the Dollars behind the Terror Networks". International Journal of Middle East Studies. 37 (3): 444–445. doi:10.1017/S0020743805362143. S2CID 162390565.
- Bale, Jeffrey M. (October 2006). "Deciphering Islamism and Terrorism". Middle East Journal. 60 (4): 777–788.
- Shaffer, R (2015). "The Terrorism, Ideology, and Transformations of Al-Qaeda". Terrorism and Political Violence. 27 (3): 581–590. doi:10.1080/09546553.2015.1055968. S2CID 147008765.

### گزارش‌های دولتی
- Kronstadt, K. Allen; Katzman, Kenneth (November 2008). "Islamist Militancy in the Pakistan-Afghanistan Border Region and U.S. Policy" (PDF). US Congressional Research Service.
- "Global Al-Qaeda: Affiliates, Objectives, and Future Challenges" (PDF). Subcommittee on Terrorism, Nonproliferation, and Trade of the Committee on Foreign Affairs, House of Representatives. July 18, 2013. Archived from the original on December 2, 2013. Alt URL
- "Progress Report on the Global War on Terrorism". United States Department of State. September 2003. Archived from the original on September 22, 2003.